# Kupiszki (stacja kolejowa)
Kupiszki (lit. Kupiškis) – stacja kolejowa w miejscowości Kupiszki, w rejonie kupiszeckim, w okręgu poniewieskim, na Litwie. Położona jest na linii Radziwiliszki – Dyneburg.

## Historia
Stacja powstała w XIX w. na odgałęzieniu Kolei Libawsko-Romieńskiej. Początkowo nosiła nazwę Sławianiszki (ros. Славянишки, lit. Slavinčiškis).

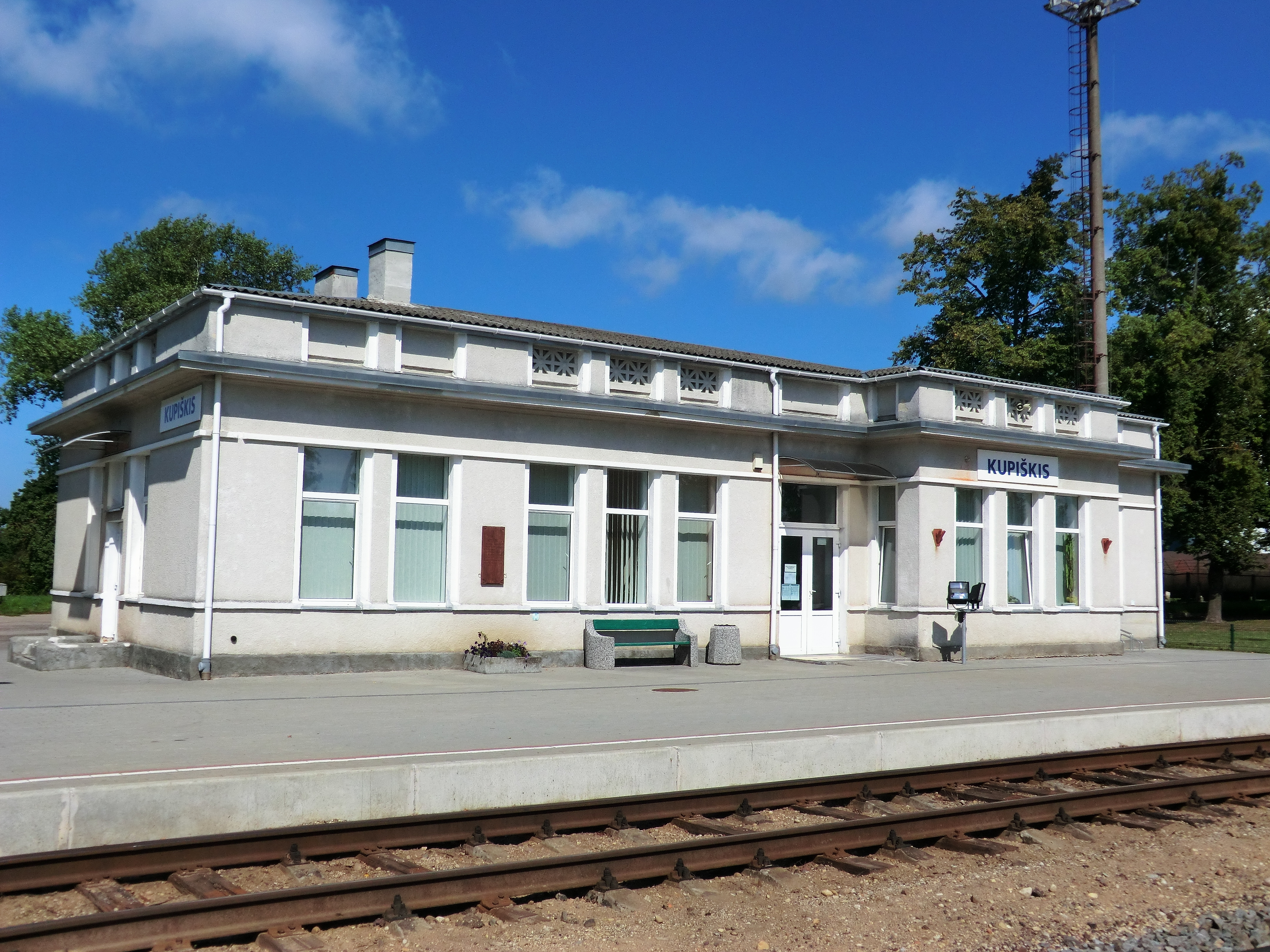
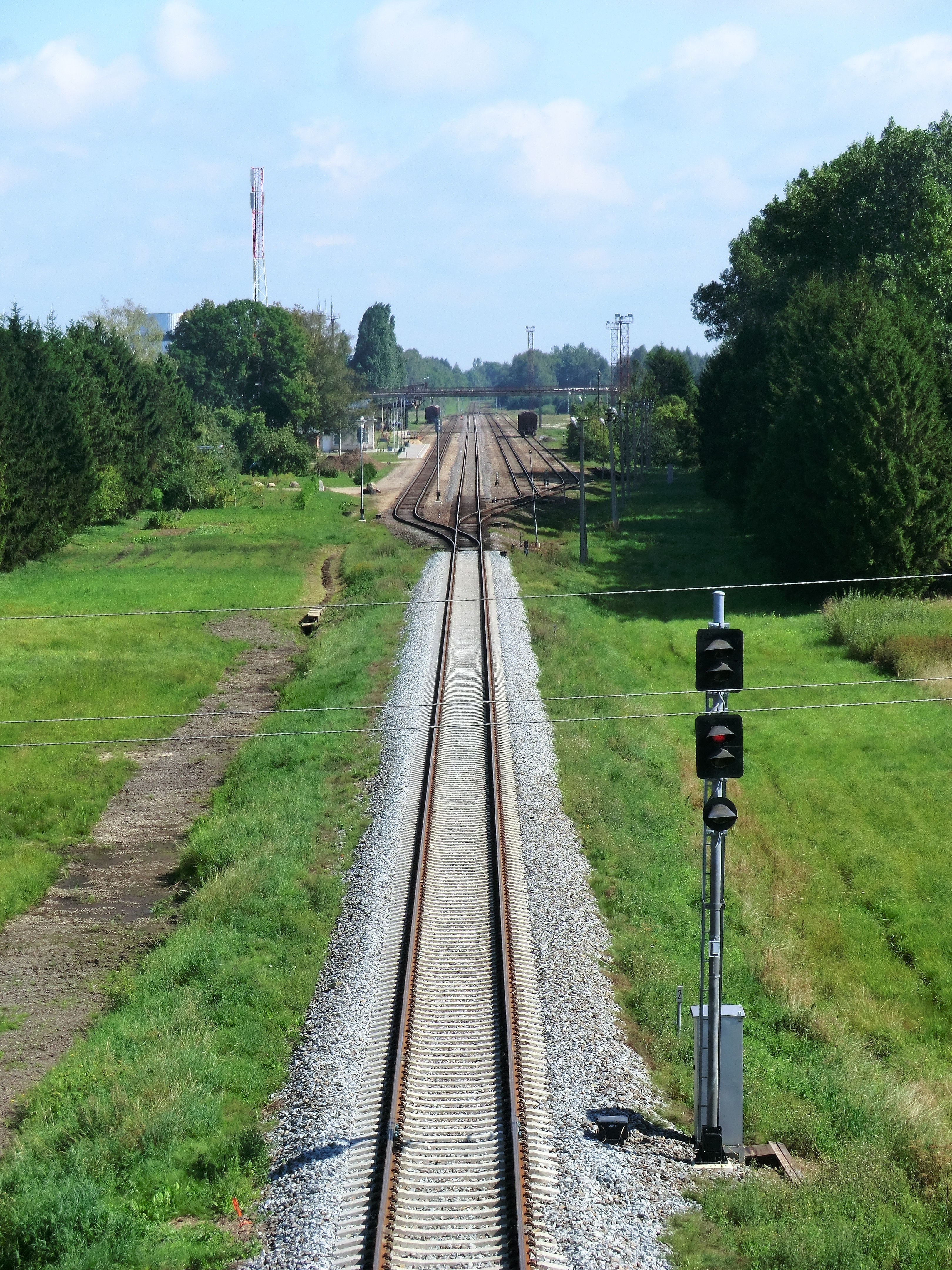